# Academic Ranking of World Universities
Academic Ranking of World Universities, abreviat ARWU, în română Clasificarea academică a universităților mondiale, nume alternativ Shanghai Ranking, este una dintre publicațiile anuale ale clasificării universităților mondiale, stabilită conform unei varietăți de indicatori. Ea a fost compilată și publicată pentru prima dată în anul 2003 de Universitatea Jiao Tong din Shanghai⁠(en)[traduceți] și actualizată anual.
Începând din anul 2009 ARWU este publicată, cu drepturi de autor protejate, de ShanghaiRanking Consultancy, organizație complet independentă în domeniul informațiilor din învățământul superior, care nu este subordonată legal niciunei universități sau agenții guvernamentale. ARWU utilizează șase indicatori obiectivi pentru clasificarea universităților; aceștia includ numărul de alumni și profesori distinși cu Premiul Nobel și Medalia Fields, numărul de cercetători citați selectați de Clarivate Analytics, numărul de articole publicate în revistele Nature și Science, numărul de articole indexate în Science Citation Index Expanded⁠(en)[traduceți] și Social Sciences Citation Index⁠(en)[traduceți], performanța universităților în raport cu numărul profesorilor. Peste 1800 de universități sunt evaluate anual, iar lista primelor 1000 este publicată.
Împreună cu QS World University Rankings și Times Higher Education World University Rankings, ARWU este una dintre cele mai influente trei clasificări academice de universități. Ea este recunoscută drept precursor al clasificărilor globale de universități și cea mai de încredere. Este apreciată pentru obiectivitate și metodologie, dar criticată pentru că nu își ajustează evaluările în funcție de mărimea instituțiilor, astfel că instituțiile mari tind să fie clasificate mai sus decât instituțiile mai mici.

## 2021
| Clasificare | Universitate                                | Procentaj puncte |
| 1           | Harvard University                          | 100              |
| 2           | Stanford University                         | 75,9             |
| 3           | University of Cambridge                     | 70,6             |
| 4           | Massachusetts Institute of Technology (MIT) | 69,5             |
| 5           | University of California, Berkeley          | 66,0             |
| 6           | Princeton University                        | 59,7             |
| 7           | University of Oxford                        | 59,2             |
| 8           | Columbia University                         | 58,0             |
| 9           | California Institute of Technology          | 57,9             |
| 10          | University of Chicago                       | 54,7             |

Singura universitate din România care apare printre primele 1000 în ARWU 2021 este Universitatea Babeș-Bolyai.
| Clasificare | Universitate            |
| 801–900     | Babeș-Bolyai University |